# 雷迪烏鄉 (尼亞姆茨縣)
46°44′28″N 26°31′53″E / 46.7411°N 26.5314°E
雷迪烏鄉（羅馬尼亞語：Comuna Rediu, Neamț），是羅馬尼亞的鄉份，位於該國東北部，由尼亞姆茨縣負責管轄，面積36平方公里，海拔高度277米，2007年人口5,283，人口密度每平方公里147人。